# Wereldkampioenschappen tafeltennis 2022
Het wereldkampioenschap tafeltennis 2022 voor landenteams werd van 30 september tot en met 9 oktober 2022 gehouden in het High-Tech Sports Center te Chengdu, China. Zowel bij de mannen als bij de vrouwen begon China aan het toernooi als titelverdediger.

## Uitslagen
| Categorie           | Goud                                                             | Zilver                                                            | Brons |
| ------------------- | ---------------------------------------------------------------- | ----------------------------------------------------------------- | --- |
| Mannenteam Details  | China Fan Zhendong Ma Long Liang Jingkun Wang Chuqin Lin Gaoyuan | Duitsland Dang Qiu Benedikt Duda Ricardo Walther Kay Stumper      | Japan Tomokazu Harimoto Shunsuke Togami Mizuki Oikawa Jo Yokotani Zuid-Korea Jang Woo-jin An Jae-hyun Cho Seung-min Cho Dae-seong Hwang Minha |
| Vrouwenteam Details | China Sun Yingsha Chen Meng Wang Manyu Wang Yidi Chen Xingtong   | Japan Hina Hayata Mima Ito Miyuu Kihara Miyu Nagasaki Hitomi Sato | Duitsland Han Ying Nina Mittelham Shan Xiaona Sabine Winter Chinees Taipei Chen Szu-yu Cheng I-ching Liu Hsing-yin Li Yu-jhun Huang Yi-hua    |